# Đảng Dân chủ (Nhật Bản, 1998-2016)
Đảng Dân chủ (民主党, Minshutō, hay viết tắt là DPJ) là một đảng phái chính trị tự do xã hội tại Nhật Bản. Đảng Dân chủ được thành lập năm 1998 bởi việc hợp nhất của một vài đảng phái nhỏ hơn. Đây từng là đảng phái chính trị lớn thứ hai tại Hạ viện và lớn nhất tại Thượng viện Nhật Bản. DPJ cũng là đảng đối lập chính với đảng cầm quyền lâu đời Đảng Tự do Dân chủ.
Đảng Dân chủ giành được sự ủng hộ từ tầng lớp công nhân áo xanh và tầng lớp trung lưu tự do. Nó cũng giành được ủng hộ từ phụ nữ và tầng lớp dân thành thị.
Về chính sách đối ngoại, đảng có thiên hướng tự do, Đảng Dân chủ là đảng phái đối lập lớn nhất và cũng là đảng có đường lối ôn hòa nhất Nhật Bản.
Mười một năm sau khi thành lập, Đảng Dân chủ đã giành thắng lợi áp đảo trong cuộc bầu cử Hạ viện tháng 8 năm 2009 và trở thành Đảng cầm quyền một mình.
Vào ngày 27 tháng 3 năm 2016, Đảng Dân chủ sáp nhập với Đảng Duy tân Nhật Bản và Tầm nhìn Cải cách để thành lập Đảng Dân chủ (Minshintō), sau đó sáp nhập với Đảng Hy vọng để thành lập Đảng Dân chủ vì Nhân dân. 

## Danh sách Chủ tịch Đảng Dân chủ
Chủ tịch Đảng Dân chủ (民主党代表 (Dân chủ Đảng Đại biểu) Minshutō Daihyō), hay tên thường gọi là 民主党常任幹事会代表 ( (Dân chủ Đảng Thường nhân Cán sự Hội Đại biểu) Minshutō Jyōnin-Kanji-Kai Daihyō). Có 3 người là Hatoyama Yukio, Kan Naoto và Noda Yoshihiko là từng giữ chức Thủ tướng Nhật Bản.
| Thứ tự                                                                                             | Chủ tịch          | Chủ tịch       | Nhậm chức            | Thôi chức            | Kết quả bàu cử | Thủ tướng | Thủ tướng         |
| -------------------------------------------------------------------------------------------------- | ----------------- | -------------- | -------------------- | -------------------- | --- | --------- | ----------------- |
| Đảng tiền thân: Đảng Dân chủ (1996-1998), Tân Đảng hữu ái, Đảng Dân chính và Đảng Dân chủ Cải cách |                   |                |                      |                      | |           |                   |
| 1                                                                                                  |                   | Kan Naoto      | 27 tháng 4 năm 1998  | 25 tháng 9 năm 1999  | 1998 Không có đối thủTháng 1 năm 1999 Kan Naoto – 180 Matsuzawa Shigefumi – 51 Không bỏ phiếu – 8 |           | Hashimoto 1996–98 |
| 1                                                                                                  | Obuchi 1998–2000  | Kan Naoto      | 27 tháng 4 năm 1998  | 25 tháng 9 năm 1999  | 1998 Không có đối thủTháng 1 năm 1999 Kan Naoto – 180 Matsuzawa Shigefumi – 51 Không bỏ phiếu – 8 |           |                   |
| 2                                                                                                  |                   | Hatoyama Yukio | 25 tháng 9 năm 1999  | 10 tháng 12 năm 2002 | Tháng 9 năm 1999 (Vòng 1) Hatoyama Yukio – 154 Kan Naoto – 109 Yokomichi Takahiro – 57Tháng 9 năm 1999 (Vòng 2) Hatoyama Yukio – 182 Kan Naoto – 1302000 Không có đối thủTháng 9 năm 2002 (Vòng 1) Hatoyama Yukio – 294 Kan Naoto – 221 Noda Yoshihiko – 182 Yokomichi Takahiro – 119Tháng 9 năm 2002 (Vòng 2) Hatoyama Yukio – 254 Kan Naoto – 242 |           |                   |
| 2                                                                                                  | Mori 2000–01      | Hatoyama Yukio | 25 tháng 9 năm 1999  | 10 tháng 12 năm 2002 | Tháng 9 năm 1999 (Vòng 1) Hatoyama Yukio – 154 Kan Naoto – 109 Yokomichi Takahiro – 57Tháng 9 năm 1999 (Vòng 2) Hatoyama Yukio – 182 Kan Naoto – 1302000 Không có đối thủTháng 9 năm 2002 (Vòng 1) Hatoyama Yukio – 294 Kan Naoto – 221 Noda Yoshihiko – 182 Yokomichi Takahiro – 119Tháng 9 năm 2002 (Vòng 2) Hatoyama Yukio – 254 Kan Naoto – 242 |           |                   |
| 2                                                                                                  | Koizumi 2001–06   | Hatoyama Yukio | 25 tháng 9 năm 1999  | 10 tháng 12 năm 2002 | Tháng 9 năm 1999 (Vòng 1) Hatoyama Yukio – 154 Kan Naoto – 109 Yokomichi Takahiro – 57Tháng 9 năm 1999 (Vòng 2) Hatoyama Yukio – 182 Kan Naoto – 1302000 Không có đối thủTháng 9 năm 2002 (Vòng 1) Hatoyama Yukio – 294 Kan Naoto – 221 Noda Yoshihiko – 182 Yokomichi Takahiro – 119Tháng 9 năm 2002 (Vòng 2) Hatoyama Yukio – 254 Kan Naoto – 242 |           |                   |
| 3                                                                                                  |                   | Kan Naoto      | 10 tháng 12 năm 2002 | 18 tháng 5 năm 2004  | Tháng 12 năm 2002 Kan Naoto – 104 Okada Katsuya – 79 |           |                   |
| 4                                                                                                  |                   | Okada Katsuya  | 18 tháng 5 năm 2004  | 17 tháng 9 năm 2005  | Tháng 5 năm 2004 Không có đối thủTháng 10 năm 2004 Không có đối thủ |           |                   |
| 5                                                                                                  |                   | Maehara Seiji  | 17 tháng 9 năm 2005  | 7 tháng 4 năm 2006   | 2005 Maehara Seiji – 96 Kan Naoto – 94 Không bỏ phiếu – 3 |           |                   |
| 6                                                                                                  |                   | Ozawa Ichirō   | 7 tháng 4 năm 2006   | 16 tháng 5 năm 2009  | Tháng 4 năm 2006 Ozawa Ichirō – 119 Kan Naoto – 73Tháng 8 năm 2006 Không có đối thủ2008 Không có đối thủ |           |                   |
| 6                                                                                                  | Abe. 2006–07      | Ozawa Ichirō   | 7 tháng 4 năm 2006   | 16 tháng 5 năm 2009  | Tháng 4 năm 2006 Ozawa Ichirō – 119 Kan Naoto – 73Tháng 8 năm 2006 Không có đối thủ2008 Không có đối thủ |           |                   |
| 6                                                                                                  | Fukuda. 2007–08   | Ozawa Ichirō   | 7 tháng 4 năm 2006   | 16 tháng 5 năm 2009  | Tháng 4 năm 2006 Ozawa Ichirō – 119 Kan Naoto – 73Tháng 8 năm 2006 Không có đối thủ2008 Không có đối thủ |           |                   |
| 6                                                                                                  | Asō 2008–09       | Ozawa Ichirō   | 7 tháng 4 năm 2006   | 16 tháng 5 năm 2009  | Tháng 4 năm 2006 Ozawa Ichirō – 119 Kan Naoto – 73Tháng 8 năm 2006 Không có đối thủ2008 Không có đối thủ |           |                   |
| 7                                                                                                  |                   | Hatoyama Yukio | 16 tháng 5 năm 2009  | 4 tháng 6 năm 2010   | 2009 Hatoyama Yukio – 124 Okada Katsuya – 95 |           |                   |
| 7                                                                                                  | Chính ông 2009–10 | Hatoyama Yukio | 16 tháng 5 năm 2009  | 4 tháng 6 năm 2010   | 2009 Hatoyama Yukio – 124 Okada Katsuya – 95 |           |                   |
| 8                                                                                                  |                   | Kan Naoto      | 4 tháng 6 năm 2010   | 29 tháng 8 năm 2011  | 2010 Kan Naoto – 291 Tarutoko Shinji – 129Tháng 9 năm 2010 Kan Naoto – 721 Ozawa Ichirō – 491 |           | Chính ông 2010–11 |
| 9                                                                                                  |                   | Noda Yoshihiko | 29 tháng 8 năm 2011  | 25 tháng 12 năm 2012 | 2011 (Vòng 1) Kaieda Banri – 143 Noda Yoshihiko – 102 Maehara Seiji – 74 Kano Michihiko – 52 Mabuchi Sumio −242011 (vòng 2) Noda Yoshihiko – 215 Kaieda Banri – 1772012 Noda Yoshihiko – 818 Akamatsu Hirotaka – 154 Haraguchi Kazuhiro – 123 Kano Michihiko – 113                                                                                  |           | Chính ông 2011–12 |
| 10                                                                                                 |                   | Kaieda Banri   | 25 tháng 12 năm 2012 | 14 tháng 12 năm 2014 | Kaieda Banri – 90 Mabuchi Sumio – 54 |           | Abe. 2012–20      |
| 11                                                                                                 |                   | Okada Katsuya  | 14 tháng 12 năm 2014 | 27 tháng 3 năm 2016  | 2015 (vòng 1) Hosono Goshi – 298 Okada Katsuya – 294 Nagatsuma Akira – 1682015 (vòng 2) Okada Katsuya – 133 Hosono Goshi – 120 |           | Abe. 2012–20      |
| Đảng kế tục: Đảng Dân chủ (2016-2018)                                                              |                   |                |                      |                      | |           |                   |